# Satyrus alaica
Satyrus alaica är en fjärilsart som beskrevs av Otto Staudinger 1886. Satyrus alaica ingår i släktet Satyrus och familjen praktfjärilar. Inga underarter finns listade.